# Bulson
Bulson ist eine französische Gemeinde mit 138 Einwohnern (Stand 1. Januar 2022) im Département Ardennes in der Region Grand Est (vor 2016 Champagne-Ardenne). Sie gehört zum Arrondissement Sedan und zum Kanton Vouziers.

## Geographie
Bulson liegt rund 13 Kilometer südsüdwestlich von Sedan. Umgeben wird Bulson von den Nachbargemeinden Cheveuges im Norden, Noyers-Pont-Maugis im Norden und Nordosten, Thelonne im Nordosten, Haraucourt im Osten, Maisoncelle-et-Villers im Süden sowie Chémery-Chéhéry im Westen.

## Bevölkerungsentwicklung
| Jahr                       | 1962 | 1968 | 1975 | 1982 | 1990 | 1999 | 2006 | 2019 |
| Einwohner                  | 100  | 100  | 94   | 82   | 108  | 123  | 133  | 134  |
| Quellen: Cassini und INSEE |      |      |      |      |      |      |      |      |

## Sehenswürdigkeiten
- Kirche Saint-Laurent